# Torfajökull
Torfajökull är en glaciär i republiken Island. Den ligger i regionen Suðurland, 140 km öster om huvudstaden Reykjavík.